# 高山よしのり
高山 よしのり（たかやま よしのり、1940年 - 2021年9月14日）は、日本の漫画家・漫画原作者。高山芳紀・高山紀芳という名義も使う他、漫画原作者鏡丈二(かがみ・じょうじ)、小説家高山芳恒名義も使う。弟は漫画家の高山よしさと。長女は漫画家・イラストレーターの七重正基。
2021年に胃がんのため81歳で死去。

## 作品一覧

### 漫画

#### 高山よしのり名義
- ホップステップ
- 学園よろず屋
- ごろんぼ医者
- 悪たれ天使
- ぼくの事件簿（作画：長尾ともひさ）
- パパとママがケンカした（作画：倉田よしみ）
- ナースステーション（作画：田中つかさ）

#### 高山芳紀名義
- 渡り教師（作画：小谷憲一）
- ラガー（作画：のだしげる）
- サッカー魁（作画：のだしげる）
- 男華（作画：のだしげる）
- グランドスラム（作画：鷹羽遙）
- ザ・パイロット（作画：高山よしさと）
- 氷河民族（作画：高山よしさと）
- 黄金のバンタム（作画：中島徳博）

#### 高山紀芳名義
- 闇の逃亡医（作画：加藤唯史）
- レディ・メス（作画：川崎三枝子）

#### 鏡丈二名義
- ホールインワン（作画：金井たつお）
- ロンリーロード（作画：金井たつお）
- おれのラウンド（作画：金井たつお）
- オペレーション（作画：金井たつお）
- スーパーゲーム（作画：金井たつお）
- サラリーマン症候群（作画：はやせ淳）
- サクセス辰平（作画：石井さだよし）
- ドクター反骨医（作画：根本哲也）
- スクランブルズ4（作画：制野秀一）

### 小説
高山芳恒名義。
- はばたけ黄金の翼よ（原作：粕谷紀子、集英社、1984年）
- チャンネル2のラブ・ゲーム（集英社、1986年）
- お嬢さま殺人事件（集英社、1987年）
- トロピカル殺人旅行（集英社、1987年）
- ラブ・コンビネーション（集英社、1988年）
- お嬢さま西へ行く（集英社、1988年）
- 愛と殺意のシュプール（集英社、1988年）
- 朝日のあたる道 校医物語（集英社、1989年）
- ふれ愛オレンジカラー 校医物語（集英社、1989年）
- 迷いごろなジェネレーション（双葉社、1990年）